# Plectris viridifusca
Plectris viridifusca är en skalbaggsart som beskrevs av Moser 1918. Plectris viridifusca ingår i släktet Plectris och familjen Melolonthidae. Inga underarter finns listade i Catalogue of Life.